# Vista de Toledo
Vista de Toledo o Toledo bajo una tormenta es un lienzo realizado por Doménikos Theotocópuli,conocido como el Greco. Esta pintura y la Vista y plano de Toledo constituyen las dos únicas pinturas del paisaje conocidas de este pintor que han llegado hasta nuestros días. En el primer inventario de bienes realizado tras la muerte del Greco, constan tres obras relacionables con este tema, y nueve en el segundo, pero sus datos incompletos no permiten asegurar que el presente lienzo sea alguna de ellas.

## Introducción
En la pintura española del Renacimiento y el Manierismo, el paisaje no era un género pictórico cultivado por sí mismo, sino formando parte de pinturas religiosas, mitológicas o de otro tipo. Se considera que el presente lienzo inaugura la pintura del paisaje en España, y que tal vez fuera el modelo para otras composiciones del Greco, como el panorama en el fondo de San José con el Niño Jesús. Esta pintura, junto con La noche estrellada de Vincent van Gogh y algunos paisajes de Joseph Turner, se encuentra entre las mejores representaciones del cielo en el arte occidental, siendo celebrada por los pintores expresionistas y surrealistas.
Este lienzo había permanecido ignorado durante años, siendo descubierto por Cossío en el Palacio de Oñate, en Madrid.

## Análisis de la obra

### Datos técnicos y registrales
- Nueva York, Museo Metropolitano de Arte. (Accession Number:29.100.6 );[6]
- Pintura al óleo sobre lienzo;
- Dimensiones: 121 x 109 cm, según Wethey (121.3 x 108.6 cm cm, según el Met)
- Fecha de realización ca.1595-1600 según Wethey  (ca.1599–1600 según el Met);
- Firmado en la parte inferior derecha con letras minúsculas griegas, en cursiva: δομήνικος θεοτοκóπουλος ε'ποíει;[7]
- Catalogado por Wethey con la referencia 129, y por Tizana Frati con el número 121.[8]

### Descripción de la obra
El cuadro adopta un punto de vista bajo, y se toma ciertas libertades, ya que algunos edificios están representados en posiciones diferentes a las de su verdadera ubicación. A la izquierda se ve el castillo de San Servando y —debajo de él— una estructura inacabada, con minúsculas figuras humanas, que tal vez sea un convento con iglesia y claustro. A la derecha se representan el alcázar y la catedral, con sus posiciones relativas invertidas. En el centro se representa el corte del Tajo, atravesado por el puente de Alcántara. En el río se ven gentes pescando, mujeres lavando ropas, y un jinete que vadea las aguas. Los edificios están iluminados por una luz fantasmagórica que proyecta luces lívidas hacia la tierra. Junto a leves tonos ocres, predominan los verdes, un gris entre azulado y blanco —en los edificios— y azules y grises en el celaje. Un camino parte del lado izquierdo hacia la torre que guarda el puente de Alcántara, atravesándolo, y luego sigue a la misma altura por la cresta de una loma. El terreno cubierto de vegetación y el celaje tienen como nexo de unión los edificios de Toledo, y contrastan con ellos, ya que el pintor oscureció intencionadamente la zona baja del cielo.

## Procedencia
1. Condesa de Añover y Castañeda, Madrid;
2. Mrs. H.O, Havemeyer, Nueva York;
3. Legado al MET en 1929.[11]

## Cultura actual
Esta pintura aparece en Galería de la Sombra en la película V de Vendetta, basada en la novela gráfica V for Vendetta del escritor Alan Moore, poco después de que la protagonista Evey Hammond sea liberada de su cautiverio. Durante la escena, en el minuto 1:21:47, Evey (Natalie Portman) dirige su mirada al cuadro.